# Motoriek
Motoriek is het vermogen om te bewegen. Dit kan het menselijk lichaam of dat van een dier betreffen. Meestal maakt men voor de mens onderscheid tussen grove en fijne motoriek. De grove motoriek bestaat uit grote, grove bewegingen die men met (grote delen van) het lichaam maakt, bijvoorbeeld lopen, zwemmen of schoppen. De fijne motoriek omvat de kleine bewegingen. Hiervoor gebruikt men de handen en de vingers om voorwerpen te grijpen en te manipuleren. Voorbeelden zijn tekenen, schrijven en knippen. Vaak zijn dit bewegingen waarbij veel aandacht en concentratie nodig is.
In de ontwikkeling van de links-rechtsdominantie komt de grove motoriek voor de fijne motoriek. Stoornissen in de (ontwikkeling) van de motoriek worden behandeld door een fysiotherapeut of ergotherapeut of kinesitherapeut.

## Voortbeweging (zoogdieren)
De hand en voet bestaan uit drie reeksen van beentjes: 
- pols- en enkelbeentjes (ossa carpi en ossa tarsi),
- middenhand en -voetbeentjes (ossa metacarpii en ossa metatarsii)
- vinger- en teenkootjes (phalanges).

Bij de voortbeweging wordt onderscheid gemaakt tussen zoolgangers, teengangers en hoefgangers. Het type wordt bepaald door de mate waarin die beentjes betrokken zijn in de steun op de grond.

### Zoolgangers (plantigraden)
Alle drie reeksen beentjes zorgen voor de ondersteuning van het contactoppervlak van de hand of voet. 
Zoolgangers hebben een vrij langzame gang. Voorbeelden van zoolgangers zijn mensen, beren en apen. Olifanten behoren daarentegen niet bij de zoolgangers, wat men vaak denkt.

### Teengangers (digitigraden)
Voor teengangers zal de handpalm of hiel geen contact meer maken met de grond, maar zijn het de middenhand-, de middenvoetbeentjes en de vinger- en teenkootjes die contact maken met de grond. 
Voorbeelden van teengangers zijn de katachtigen en honden.

### Hoefgangers (unguligraden)
Hoefgangers (ook wel topgangers genoemd) lopen nog meer op hun vingers of tenen, meer specifiek op de tippen van hun vingers of tenen: er wordt contact gemaakt met het laatste vingerkootje (teenkootje) van de vingers (tenen) en de grond.
Voorbeelden van hoefgangers zijn paarden, koeien en olifanten. Olifanten lopen op de toppen van hun tenen. Daarachter zit een vetkwab zodat de olifant  wordt gedempt tijdens het lopen.
De digitigrade en de unguligrade hand (respectievelijk voet) moeten als een aanpassing aan een snellere gang beschouwd worden, daar de poot sterk verlengd wordt door het opheffen van de hand (voet) van de grond.
Uitzondering op deze categorieën zijn de luiaards: zij hangen aan de takken met hun speciaal gevormde klauwen. Op de grond bewegen ze zich voort op hun knokkels.